# Sarbanes-Oxley Act

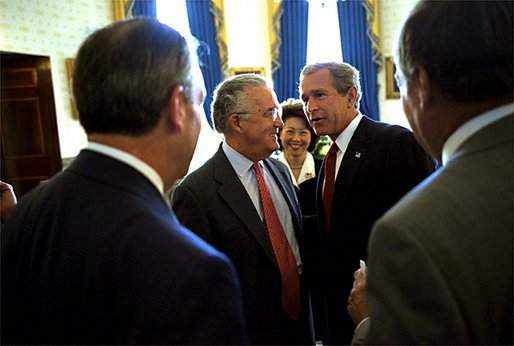
L'allora presidente degli Stati Uniti George W. Bush incontra il senatore Paul Sarbanes poco prima della firma per la legge Sarbanes-Oxley, il 30 luglio 2002.

La Sarbanes-Oxley Act, conosciuta anche con il nome di Public Company Accounting Reform and Investor Protection Act of 2002 e comunemente chiamata Sarbanes-Oxley, Sarbox (o semplicemente SOX) è una legge federale emanata nel luglio 2002 dal governo degli Stati Uniti d'America a seguito di diversi scandali contabili che hanno coinvolto importanti aziende statunitensi come Enron, la società di revisione Arthur Andersen, WorldCom e Tyco International.
I suddetti scandali hanno causato grande sfiducia da parte degli investitori nei confronti dei mercati, sollevandone altresì diversi dubbi circa le loro politiche di sicurezza.
Si trattava, in origine, di due diversi disegni di legge proposti dal deputato Mike Oxley (repubblicano, eletto nell'Ohio) e dal senatore Paul Sarbanes (democratico, eletto nel Maryland): i due disegni furono unificati da una commissione bicamerale nell'atto finale approvato il 24 luglio 2002 con grandissima maggioranza in entrambe le camere, e firmato dal presidente George W. Bush il 30 luglio.
La legge mira ad intervenire per chiudere alcuni "buchi" nella legislazione, al fine di migliorare la corporate governance e garantire la trasparenza delle scritture contabili, agendo tuttavia anche dal lato penale, con l'incremento della pena nei casi di falso in bilancio e simili. Viene inoltre aumentata la responsabilità degli auditor all'atto della revisione contabile.
Oltre a ridefinire i compiti della SEC, la legge costituisce il Public Company Accounting Oversight Board, ovvero il consiglio di vigilanza sui bilanci delle aziende quotate. Secondo alcuni storici dell'economia, si tratta di uno degli atti governativi più significativi in campo economico dai tempi del New Deal.
I punti su cui la legge focalizza la sua attenzione sono:
- Maggiore responsabilità per il management per quanto concerne l'accuratezza delle informazioni contabili sui bilanci e relazioni finanziarie;
- Viene creata una nuova autorità di controllo sui revisori esterni;
- Vengono aumentate le pene per i crimini contabili e illeciti fiscali;
- Si conferisce più potere alla minoranza.